# Riardo
Riardo là một đô thị ở tỉnh Caserta trong vùng Campania của Ý, có vị trí cách khoảng 50 km về phía bắc của Napoli và khoảng 25 km về phía tây bắc của Caserta. Tại thời điểm ngày 31 tháng 12 năm 2004, đô thị này có dân số 2.494 người và diện tích là 16,6 km².
Riardo giáp các đô thị: Pietramelara, Pietravairano, Rocchetta e Croce, Teano, Vairano Patenora.